# Сузана Ћебић
 Сузана Ћебић (рођена 9. новембар 1984, Косјерић) је српска одбојкашица, члан одбојкашке репрезентације Србије. Игра на позицији либера. Висока је 167cm, тешка 60kg. Тренутно игра у Зул из Немачке.
На Светском првенству 2006. освојила је бронзану медаљу и била је проглашена за најбољег либера првенства, а на Европском првенству 2007. освојила је сребрну медаљу. На Европском првенству 2011. освојила је златну медаљу и проглашена за најбољег либера првенства.

### Репрезентативни трофеји
- Светско првенство 2006. Јапан - бронзана медаља
- Европско првенство 2007. Белгија и Луксембург - сребрна медаља
- Европска лига 2010. Турска - златна медаља
- Европско првенство 2011. Италија и Србија - златна медаља
- Европско првенство 2015. Холандија и Белгија - бронзана медаља

## Признања
- Најбољи либеро Светског првенства 2006.
- Најбољи либеро Европског првенства 2011.